# Ferrocarril Central del Perú

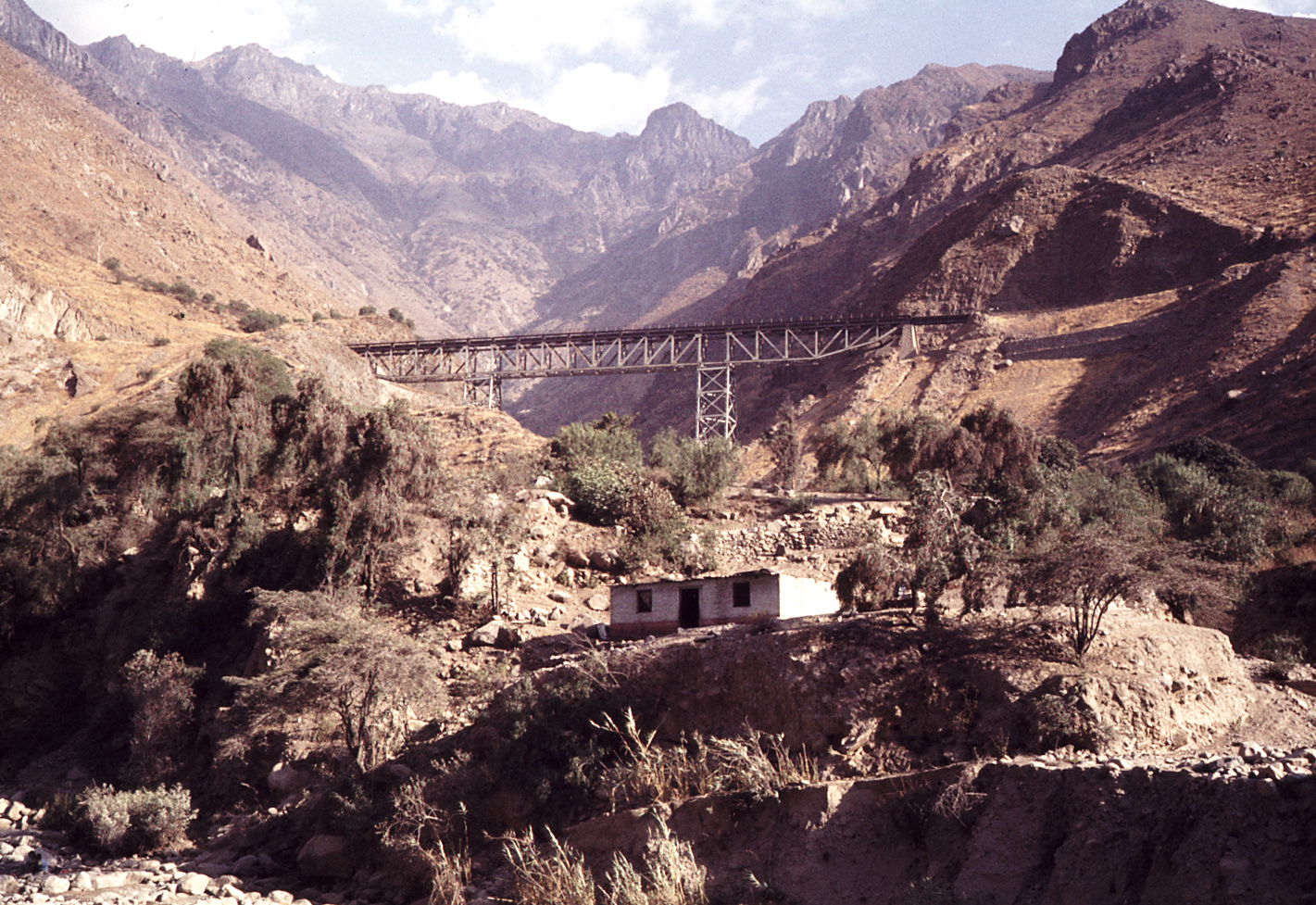
Puente o Viaducto de Verrugas.

El Ferrocarril Central de Perú es una vía ferroviaria peruana que inicia en el puerto de El Callao a orillas del océano Pacífico pasando por Lima Metropolitana conectando a la capital peruana con las ciudades andinas de Huancayo, Cerro de Pasco y Huancavelica ubicada en la región central andina del Perú.
Es el único ferrocarril en Sudamérica, entre los de trocha estándar (1435 mm), que alcanza una altitud de aproximadamente 4.781 m s. n. m. en el túnel de Galera. El punto más alto es "La Cima" con 4.835 m s. n. m. que se halla situado en el ramal minero de Tíclio a Morococha. Este punto excede en 27 m a Collahuasi, el lugar más elevado del ferrocarril minero de Antofagasta, Chile, de trocha métrica que tenía 4.818 m s. n. m. El Ferrocarril Central del Perú llegaba a la mayor altitud en el mundo hasta el año 2006, año de la inauguración del Ferrocarril Qinghai–Tíbet en China, que alcanza la altura de 5.072 m s. n. m.
El Ferrocarril Central atraviesa 58 puentes, 69 túneles, y alrededor de 6 zigzags. Empleando casi 8 horas para el recorrer la distancia de 172 km que separan la estación Puerto del Callao hasta la estación Galera.
En su recorrido, la línea remonta el curso del río Rímac y sus afluentes cruzando las provincias de Lima y Huarochirí hasta la estación Chinchán ubicada a 7 kilómetros al occidente de la localidad de Casapalca. Esta última es una localidad establecida en la falda occidental de la cordillera andina cuya industria es la concentración de minerales. La línea continúa su ascenso hasta la cumbre de los andes que atraviesa por el túnel de la Galera. Desde ese punto inicia el descenso hacia los valles que separan la cordillera occidental de la central. Siguiendo el curso del río Yauli, que pertenece a la vertiente atlántica, llega a la localidad de La Oroya.
Desde La Oroya, la vía férrea sigue por el norte el curso del río Mantaro hasta Casaracra donde se separa y prosigue su curso por el noreste, pasando por la ciudad de Junín, Huayre, Carhuamayo, Shelby, Ricrán llegando actualmente hasta Cerro de Pasco.
Desde La Oroya la vía férrea sigue por el sur el curso del río Mantaro pasando por el centro de su valle y comunicando sus principales ciudades como son Jauja, Concepción hasta Huancayo. A partir de aquí, la vía es métrica (1000 mm) hasta Huancavelica.

## Historia

### Antecedentes
En 1851 el ingeniero polaco Ernest Malinowski, afincado en el Perú luego de salir voluntariamente por cuestiones políticas en su país entonces ocupado por Austria, Prusia y Rusia, propuso extender el ferrocarril Lima - Callao hacia la sierra central.
El gobierno peruano nombró una comisión compuesta por los señores Felipe Barreda, Mariano Felipe Paz Soldán y Manuel Pardo para que informasen detalladamente del proyecto. Esta comisión presentó el plan que debía seguirse al respecto. Aprobado lo propuesto por estos señores se integró al ingeniero Malinowski a dicha comisión, quien procedió a llevar a cabo los primeros estudios.
El Congreso aprobó mediante leyes los proyectos sobre el ferrocarril que el gobierno le había propuesto y se garantizó un interés del 6% sobre los capitales que se invirtiesen. A su vez una nueva comisión fue nombrada para hacer un reconocimiento de las alternativas de construcción. Esta segunda comisión presentó un minucioso informe de las cuatro posibles rutas que había explorado y evaluado:
- Por el valle del río Chancay: Lima, Chancay, Macas, Huamantanga, Huaillay y Cerro de Pasco.
- Por el valle del río Chillón: Lima, Caballero, Yangas, Obrajillo, Casachanca y Carhuacancha.
- Por el valle del río Rímac: partiendo de Lima y pasando por Matucana, San Mateo y llegando a Tarma.
- Por el valle del río Lurín: Lima, Lurín, Sisicaya, Tupicocha, San Damián, Tuctucocha, Pumacocha, Oroya, Tarma y Jauja.

Según el informe, la construcción era posible pero difícil por la quebrada del Rímac; casi imposible por la del Chillón; imposible por Chancay y muy fácil por Lurín. Quedó elegida esta última opción, cuyo estudio y trazo se encomendó al ingeniero Gerrit Backus, reputado como uno de los profesionales más capaces en el estudio y construcción de vías férreas. Esta tercera tarea se hizo hasta marzo de 1866 en que detuvo sus trabajos debido a la guerra con España. En 1868 don Diego Masías llamó de Chile a Henry Meiggs, norteamericano y contratista en Nueva Jersey y también en Chile.
El audaz Meiggs, después de muchas gestiones, se presentó ante el gobierno en 21 de septiembre del año indicado proponiéndole hacer los estudios y construir un ferrocarril entre Lima y Jauja. Se dice que Meiggs dijo esta frase al gobierno "Colocaré rieles allí donde caminan las llamas". Aprobados los estudios y el presupuesto de construcción que ascendía a 27 millones de pesos, se aceptó la propuesta de Meiggs, con la obligación de que debía dejar construida la obra en el lapso de 6 años y de recibir en pago bonos especiales, con un interés anual del 6% y amortización del 2% diez años después de emitidos.
El contrato celebrado entre el Gobierno del Perú y Meiggs el 18 de diciembre de 1869 se firmó mediante escritura pública el 23 de diciembre de 1869. El artículo primero establecía:

1º.- D. Enrique Meiggs, sus herederos, albaceas o legítimos representantes, se obliga a construir la sección del Ferrocarril Central Trasandino, comprendida entre el Callao y Lima a La Oroya; con sujeción al plano y trazos hechos por el ingeniero en jefe D. Ernesto Malinowski, con la intervención del Ing. del Estado Pedro Marzo, los cuales ya han sido aprobados y quedarán archivados y sellados en el Ministerio del Ramo”.
Los Ferrocarriles del Perú, Colección de leyes, decretos, contratos y demás documentos relativos a los ferrocarriles, del Perú, hecha de orden de D. Enrique Meiggs

Los trabajos comenzaron el primero de enero de 1870 con una suntuosa ceremonia en que se colocó la primera piedra en la actual estación de Monserrate en Lima, bajo la dirección del ingeniero Malinowski jefe del Cuerpo Técnico.

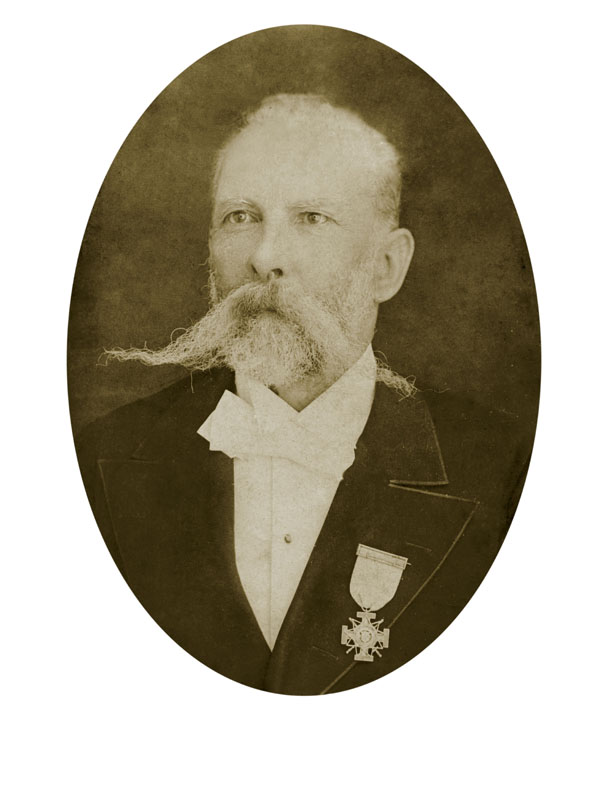
Ingeniero del Estado Don Pedro Marzo.

### Construcción
Para facilitar la construcción de la línea principal se efectuó una división por secciones, las que fueron:
- Lima - Callao - Cocachacra
- Cocachacra - San Bartolomé - San Jerónimo de Surco
- San Jerónimo de Surco - Matucana
- Matucana - Parac
- Parac - San Mateo - Río Blanco
- Río Blanco - Galera
- Galera - La Oroya

Meiggs solo pudo construir el ferrocarril hasta Chicla a 141 km del Callao. Tropezó con muy serias dificultades para el pago de los trabajos hechos. La conclusión hasta La Oroya se hizo como consecuencia de la entrega de todos los ferrocarriles que el Estado construyera a los tenedores de bonos de la deuda externa peruana, después de pasada la guerra con Chile. 
La línea fue entregada al tráfico público hasta el paradero de Cocachacra el 9 de febrero de 1871, hasta San Bartolomé en septiembre de ese mismo año y hasta Chicla en mayo de 1878, esto es a menos de un año del inicio de la guerra de 1879 y cuando Meiggs ya había fallecido. Como consecuencia del conflicto la construcción quedó paralizada hasta 1890. En ese año los tenedores de los bonos asumieron los derechos y obligaciones de Meiggs y organizando desde entonces la Peruvian Corporation sucesora de los tenedores. Llegó la línea hasta Casapalca el 12 de julio de 1892 y hasta la Oroya el 10 de enero de 1893.
Entre las grandes obras de este ferrocarril están el viaducto de Verrugas o Carrión, de 175 m de largo y 80 de altitud; el túnel de Galera que tiene 1.177 m de largo; y el túnel Balta que tiene forma helicoidal ubicado en la zona de Sacrape y 1.375 metros ubicado en el km 94 y demora el tren en pasarlo de 4 a 5 min

### La Oroya-Jauja-Huancayo
Mediante un contrato adicional llamado arreglo celebrado entre el gobierno y la Peruvian Corporation en 1907, esta compañía se hizo cargo de la construcción del tramo entre La Oroya y Huancayo ya iniciado en 1905 por el Estado con una extensión de 20 km hasta Huari. Se abrió al tráfico a Huancayo el 8 de septiembre de 1908. Había tomado más de 38 años completar el Ferrocarril Central.

## Empresas constructoras y operadoras

### The Peruvian Corporation Company
Debido a la deuda que obtuvo el estado peruano, durante la construcción de esta red vial, teniendo como base el artículo N°26 de dicho contrato, surge el 20 de marzo de 1890, la empresa The Peruvian Corporation Ltd, cuya labor también era seguir con la construcción de los 160km de línea férrea faltantes. Dos semanas después era registrada en la Bolsa de Londres. Esta transacción se completó debido a que los herederos de Henry Meiggs, sus hijos J.G. Meiggs, H.H. Meiggs y Alejandro R. Robertson, vendiesen a la nueva empresa su parte del ferrocarril central, y de las minas de plata en Cerro de Pasco, acuerdo que se firma el 12 de junio, dos días después se firma el contrato de la construcción de la vía hasta La Oroya. En 1891, la Peruvian Corporation, decide administrar todos los ferrocarriles y convertirlos en filiales dividiendo las acciones entre sí. Surgieron siete empresas, de las cuales cinco eran controladas por sociedades filiales. Las dos restantes se firmaron mediante terceras personas debido a que aún había contratos con el estado y otros encargados. Como era de esperarse ante la crisis económica que el país ya vivía en esos años después de la Guerra con Chile, tuvieron problemas para cumplir el contrato. En 1893 no se realizaron los pagos según lo acordado, pretendiendo el Parlamento en suspender los pagos anuales a los acreedores. Definitivamente la Peruvian Corporation, no estaba en condiciones de conseguir los ingresos por otros medios para la construcción de otros tramos, no se llegaría a ningún acuerdo en ambas partes hasta 1899.
En el nuevo siglo XX, se llegó a una nueva negociación de las condiciones a partir de 1904. Pero es el 22 de junio de 1907 que pudo ser firmado el nuevo contrato el mismo que estipulaba
- La Peruvian Corporation aceptará todos los gastos para las nuevas líneas planificadas hasta una extensión aproximadamente de 300 km.

- La empresa ferroviaria reembolsará al Estado todos los gastos que le habían ocurrido por la construcción parcial de dichas líneas.

- El uso de los ferrocarriles por la compañía se extenderá 17 años más, bajo la condición de que el fisco comenzara con el pago de las 80.000 Libras Esterlinas. Esta suma deberá ser recabada del impuesto al azúcar.

Definitivamente el uso de los ferrocarriles a cargo de la Peruvian Corporation no duró hasta 1927, si no se prolongaría hasta el 1 de marzo de 1973.

### La Empresa Nacional de Ferrocarriles "ENAFER"
El gobierno militar del presidente Juan Velasco Alvarado, quien asumió el poder el 3 de octubre de 1968, emprendió la nacionalización de los ferrocarriles peruanos. El Estado contrató a la compañía francesa Sofrerail, para que hiciese un estudio sobre la rentabilidad de las vías férreas del país. El 2 de abril de 1971 se expropian todos los ferrocarriles, incluidos los de la Peruvian Corporation, cuya sede quedaba en Canadá, culpándose a dicha empresa por la ruina sistemática del servicio ferroviario por sus bajas inversiones en los últimos años. Según aclaró el ministro de Transportes y Comunicaciones de la época, general Aníbal Meza Cuadra, “esto no es una confiscación, ni nacionalización, ni expropiación es un simple embargo a un deudor moroso de acuerdo a los intereses del pueblo”. 
Es así que el 1 de diciembre de 1972 se crea la Empresa Nacional de Ferrocarriles, más conocida como ENAFER Perú, en la que se reunió a todos los ferrocarriles, excepto la línea La Oroya - Cerro de Pasco ya que esta era muy rentable y que hasta ese momento pertenecía a una empresa norteamericana. Luego pasaría a manos de CENTROMIN Perú, la Empresa Minera del Centro del Perú. ENAFER entró recién en operación el 1 de enero de 1973, haciendo funcionar las líneas:
- Callao - Lima - La Oroya - Huancayo
- Huancayo - Huancavelica
- Mollendo - Arequipa - Puno
- Juliaca - Cusco - Matarani - La Joya
- Cusco - Quillabamba
- Arica - Tacna

En julio de 1973, con crédito internacional se pudo adquirir nuevas locomotoras, material rodante, rieles y otros implementos:
- En Estados Unidos, se adquirieron repuestos por un total de $/.12,6 millones de dólares.
- En Rumanía, 300 vagones de carga y 32 coches de pasajeros
- En Canadá, 12.700 t de rieles.
- En Japón, 25 locomotoras diésel, 36 vagones para el transporte mineral, y 40 vagones cisterna.

La empresa fue reestructurada en 1976 mediante comisión para su reorganización donde solo participacen los trabajadores ferroviarios. En 1979, el congreso aprobó los préstamos para la modernización del sistema ferroviario nacional. En 1981, contando ya con 1691 km de vía férrea, el segundo gobierno de Fernando Belaúnde Terry, convirtió la empresa en sociedad anónima y que fuera conducida por el Ministerio de Transportes y Comunicaciones del Perú. Durante la década de 1980 hasta inicios de 1990, la actividad ferroviaria ha ido en decadencia por la elevada tarifa de transporte, el terrorismo que cundía en el país, las carreteras y las horas de tránsito. En 1990 se decidió cancelar el servicio de pasajeros y solo predominó el servicio de carga. Se declara en emergencia el servicio y se convoca a la privatización en 1991, con la inscripción en los registros públicos de todos sus bienes inmuebles incluida una autoevaluación. Durante toda la década de 1990 fue disminuyendo y convirtieron este servicio en un enorme elefante blanco donde había perdidas de millones de dólares por año, hasta finales de 1998 se pudieron hacer las últimas reparaciones de 12 locomotoras y 100 vagones, como también 41 km de vía.
ENAFER Perú cerró sus operaciones en esta ruta a mediados de julio de 1999. El 20 de septiembre el ferrocarril central pasó a manos de sus nuevos dueños, y la compañía encabezada por Juan de Dios Olaechea la llamó Ferrovías Central Andina S.A.
Actualmente ENAFER dirige solamente el tren Tacna-Arica.

### Ferrovías Central Andina "FVCA"
La hiperinflación y pérdida monetaria del primer gobierno de Alan García había llevado a este medio de transporte a la quiebra irreversible. En 1993, durante el primer periodo presidencial de Alberto Fujimori se lanzó la entidad Cepri-Enafer, dirigida por su presidente del directorio David San Román, la propuesta de concesión por 30 años de los ferrocarriles que operaban en el Perú, no obstante, luego de seis años de las debidas gestiones, la licitación fue ganada por la reciente compañía Juan de Dios Olaechea y Cía, que tomaría posesión del Ferrocarril Central el 12 de julio de 1999. Los accionistas que comparten dicha privatización son las empresas: Mitsui, Buenaventura, RDC, Inversiones Andina, y CDC.
Ferrovias Central Andina logra extender el tiempo de concesión que tenía de 30 años a 10 años más con un compromiso de inversión, esta Ficha de Contrato de Concesión fue publicada en internet a través de  la página de OSITRAN y actualizada a fecha del 20 de marzo de 2017. 
Ferrovias Central Andina empieza con una importante inversión desde el año 2010, se adquieren nuevos rieles de 115 Libras por yarda para el tramo de 222 kilómetros que van desde el Callao a La Oroya.  Los antiguos rieles que eran de 80 Libras por yarda y con este reemplazo se incrementa la seguridad para el viaje por esta ruta.  Adicionalmente la Empresa construye un gran Taller de 4,900 metros cuadrados dejando parte del terreno que ocupaba antiguamente en el Callao. 
Para el año 2015 Ferrovias Central Andina decide invertir 40 millones de dólares en  la adquisición de 150 vagones de carga  además de terminar con las modificaciones de 8 Locomotoras General Electric C-39. Existe un proyecto de construcción de un Túnel Trasandino que permita el transporte de carga y pasajeros en Ferrocarril en solo 3 Horas y media.
Proyectos de inversión inmediata del año 2020 en adelante:
1.- Acceso ferroviario que conecte la vía férrea con el Muelle de Contenedores (Muelle Sur y muelle norte) en el Terminal Portuario del Callao.
2.- Construcción de 9 paraderos destinados a la prestación del servicio de transporte de pasajeros en la ruta Lima - Chosica. Detalles de este proyecto fueron publicados en la página del Ministerio de Transportes por internet y que se refieren concesiones, específicamente al Ferrocarril del Centro.
Contarán para el servicio con los tres Autovagones del ex metro Wanka, así como una Locomotora con 11 vagones que pondrán al servicio de pasajeros para toda la ruta.

## Recorrido

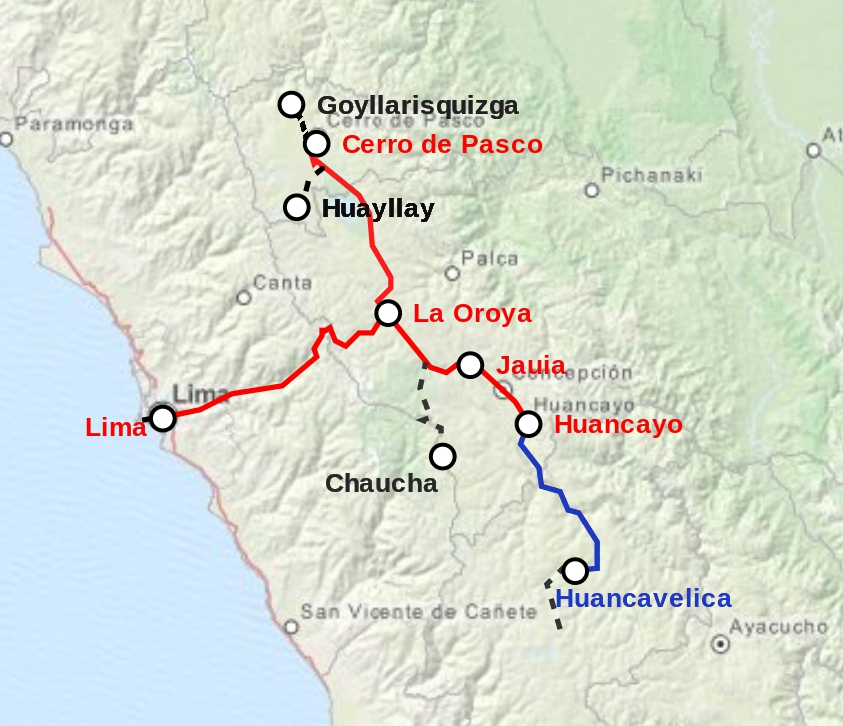

### Secciones de la Ruta
Esta línea poseía originalmente cinco secciones:
- Línea principal Callao-La Oroya 222 km
- La Oroya-Huancayo 124 km
- ex Ramal Lima-Ancón 37,3 km abandonado y desmantelado en 1965
- Ramal minero Ticlio-Morococha 14,3 km
- Ramal minero Cut off-Morococha 18,6 km

### Ramales

#### Ramal Lima-Ancón
Formaba parte del antiguo ferrocarril del Norte que comprendía, Lima - Ancón - Chancay que se inauguró el 17 de diciembre de 1870. Durante la guerra la sección Ancón - Chancay fue destruida por los chilenos al no poder llevársela íntegramente a su país. Esta sección pasaba por el actual serpentín de Pasamayo. Dicha sección no fue reconstruida.
Finalmente en virtud a un acuerdo con los tenedores de bonos, la sección Lima - Ancón todavía operativa de esta línea pasó a poder de la Peruvian Corporation como un ramal del F.C. Central. Fue suspendido su tráfico regular en 1958 dejando solo el esporádico. Se abandonó en 1965 y se desmanteló toda la línea.

#### Ramal Ate-Cajamarquilla
Este ramal se inicia en la estación de Santa Clara, en el distrito de Ate (Vitarte). Es de dirección norte y llega a la refinería de zinc de Cajamarquilla, ubicada en el distrito de Lurigancho (Chosica), zona de Jicamarca.

#### Ramal Ticlio-Morococha
Por concesión especial otorgada en 1899 a José (Giuseppe) Falcone Vignolo' minero de Yauli y Morococha y su hermano Juan (Giovanni) Falcone Vignolo, que luego transfirieron a la Peruvian Corporation, se construyó este ramal que se entregó al tráfico en 1903 para servir al asiento minero de Morococha.

#### Ramal Cut-Off-Morococha
La Cerro de Pasco Corporation construyó este ramal en 1921 para servir a sus operaciones. El lugar se conoce como Cut Off y está en el km 205 de la línea principal, cercano a Pachachaca. Este ramal acorta en varios km el mineral acarreado de Morococha hasta la fundición de la Oroya permitiendo reducir el costo del transporte. El ramal posee 18 km.

#### Ramal La Oroya-Condorcocha (Cemento Andino)
En la ruta de La Oroya a Cerro de Pasco hay también un ramal de dirección este que llega a la localidad de Condorcocha en donde está ubicada la importante fábrica de cemento llamada Cemento Andino.

#### Ramal Pachacayo-Chaucha
Parte en rumbo oeste y llega al asiento minero de Yauricocha, ubicado en la provincia de Yauyos, departamento de Lima.

## Estaciones
| Estación                   | Distancia (en km) | Altitud (m s. n. m.) |
| -------------------------- | ----------------- | -------------------- |
| Patio y factoría Guadalupe | 1                 | 3.00                 |
| Patio central              | 2                 | 3.60                 |
| Monserrate                 | 13                | 150.00               |
| Desamparados               | 14                | 150.00               |
| Vitarte                    | 26                | 353.00               |
| Santa Clara                | 29                | 403.00               |
| Chosica                    | 54                | 860.00               |
| San Bartolomé              | 76                | 1513.00              |
| Matucana                   | 102               | 2390.00              |
| Tamboraque                 | 120               | 3008.00              |
| Río Blanco                 | 134               | 3506.00              |
| Chicla                     | 141               | 3733.90              |
| Casapalca                  | 153               | 4154.00              |
| Chinchán                   | 160               | 4360.00              |
| Ticlio                     | 171               | 4758.00              |
| Morococha                  | 14 (ramal)        | 4538.00              |
| Galera                     | 173               | 4781.00              |
| Yauli                      | 193               | 4192.00              |
| Arapa                      | 198               | 4025.00              |
| Mahr Túnel                 | 196               | 4025.00              |
| Cut-Off                    | 206               | 3954.00              |
| La Oroya                   | 222               | 3726.00              |
| Pachacayo                  | 262               | 3529.00              |
| Llocllapampa               | 275               | 3465.00              |
| Tambo                      | 299               | 3359.00              |
| Jauja                      | 301               | 3552.00              |
| Matahuasi                  | 321               | 3265.00              |
| Concepción                 | 324               | 3252.00              |
| San Jerónimo               | 330               | 3245.00              |
| Huancayo                   | 346               | 3261.00              |

## Material rodante
El ferrocarril ha tenido una impresionante cantidad de locomotoras durante su centenaria historia. Las primeras llegaron en 1870 y eran de origen estadounidense, casi en su totalidad marca Rogers y unas cuantas Danforth. Aquí algunos nombres: El Gigantito, Oroya, Lima, Callao, Cocachacra, Favorita, Surco, Junín, Tarma, Rímac, San Lorenzo, Santo Domingo, San Francisco, Matucana, San Mateo, etc. Después de 1890 cuando la Peruvian tomo la línea fueron traídas más máquinas USA marca Baldwin y Alco. Recién en 1908 se trajeron NBL de origen británico y en 2010 se trajeron locomotoras "C39-8" de los años 80.
- GE Dash 8-39C (C39-8)
- GE C39-8P
- GE Dash 8-39B (B39-8)
- GE C30-7PA
- GE C40-8W ex CSX
- GE C41-8W ex UP
- EMD SD40-2 (1023)
- EMD SD40T-2 (1024)
- EMD GR12
- EMD G22CW
- EMD JT26CW-2B
- LSL C30M-3

### Tipos de trenes
Fuente:
- GE C39-08:  8  ( N°1014, N°1016, N°1017, N°1018, N°1019, N°1020, N°1021 y N°1022). Potencia: 3,900 HP.
- GE B39- E8:  2,   N°1005 y N°1006 . potencia: 3,900 HP.
- EMD SD40-2:  3, N.º 1023 , N.º 1024T (Una con radiador remodelado) y una SD-40 adquirida años atrás inactiva. Potencia: 3,000 HP.
- GE C39-8P:   8,  N°1012, recientemente modificada, N°1026, N°1027, N°1028, N°1029, N°1030 (Ex Conrail, pintada de azul en tributo a la desaparecida compañía Conrail) , la   N°1031 y N°1032. Modificadas en el Perú para atravesar sin problemas los tuneles entre Matucana y Galera. Potencia: 3,900 HP.

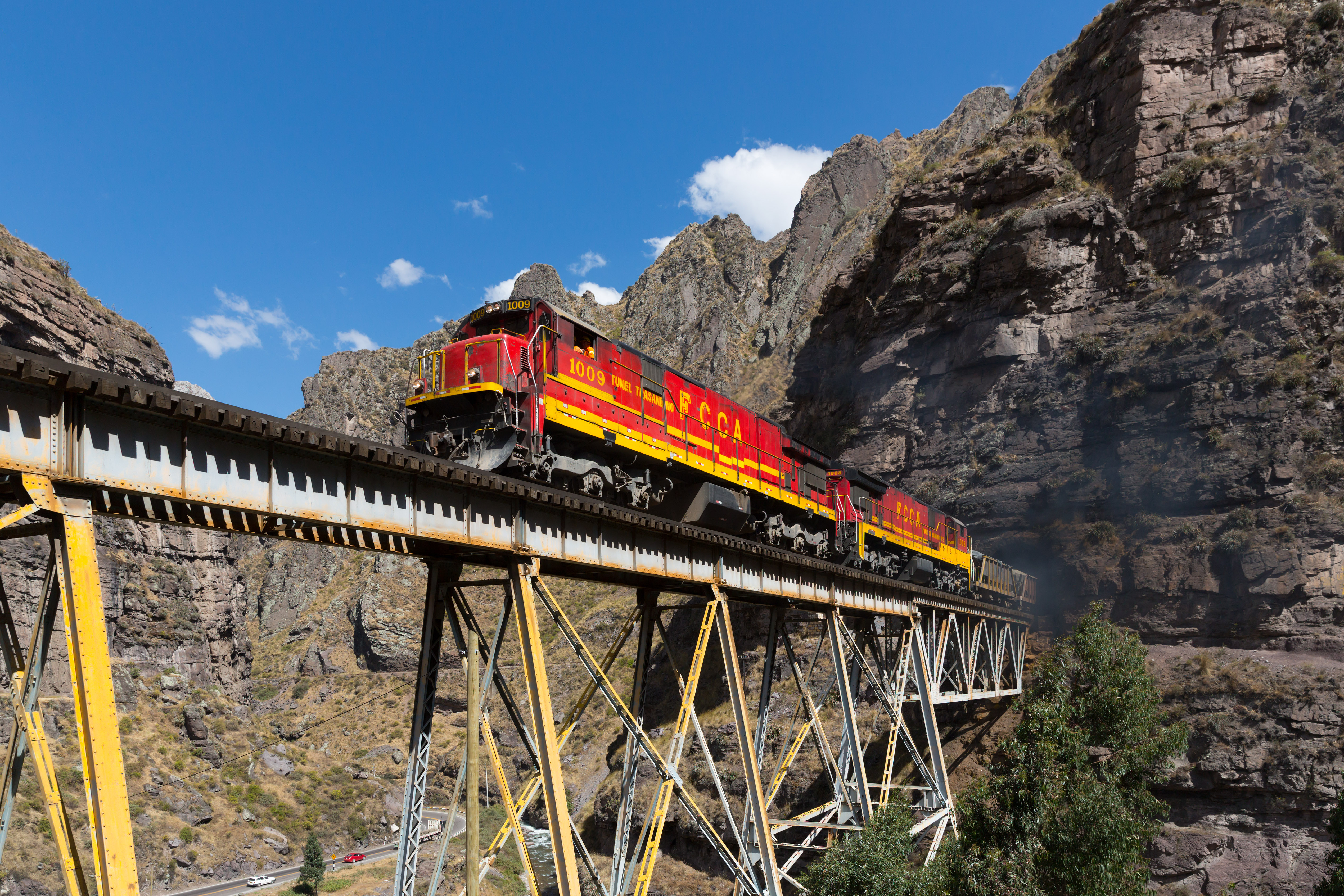

- GE C30M-3:   2,   N.º 1001 y 1003. Modificadas por Locomotoras San Luis en México. Potencia: 3000 HP.
- GE C30-7PA:  4,  N.º 1007, N°1008, N°1009 y N°1010. Modificadas en el Perú para atravesar mejor los tuneles entre Matucana y  Galera.Potencia: 3,900 HP.
- MLW DL532B: 3, N.º N°412 (inactiva) , N°413 (en lista de espera para ser reparada) y N°415.
- EMD GR12:  2, N.° 533 y N.° 801 (con cabina remodelada). potencia:1,310 HP.
- EMD JT26CW-2B: 3 , N.° 701, N.° 702 (restaurada en junio de 2020) y N.° 705. Potencia: 3000 HP.
- EMD GM C22CW: 2, N.° 538  y N.° 539 .Potencia: 1,500 HP.
- MLW ALCO-DL560: 1, N.º 608. Potencia: 2,4000 HP.
- Locomotora a vapor Beyer-Peacock N°206 (en desuso).
- Autovagones DUEWAG AG: 3,  (ex metro wanka, ahora para el proyecto del tren Lima-Chosica).

- GE C-40-8W: 2, la N.° 1033 y la N°1034 recibidas en mayo de 2020. Potencia: 4,000 HP.

GE C41-8W:N°1035,N°1036 y N°1037.Potencia: 4,100 hp.
Locomotoras retiradas de servicio y adquiridas después del año 2000:
- GE C30M-3: 3,  N°1000, N°1002, y N°1004. GE C36-7p : 1, N°1011. GE C39-08: 1,  N°1012, reempazada por una GE C-39-8p con la misma numeración.

Coches adquiridos por la extinta ENAFER  hasta antes de la concesión:
- Coches 1°clase 1020-1025 Ingleses , de 1953 con capacidad para 68 pasajeros: 6. Coches !° clase 1026-1030 Rumanos , de 1981 con capacidad para 68 pasajeros 3.
- Coches 2°clase 1153-1156 Ingleses , de 1953 con capacidad para 94 pasajeros: 4. Coches 2° clase 1026-1030 Rumanos , de 1981 con capacidad para 84 pasajeros 4.

En el mes de noviembre del año 2024, la compañía Caltrain de Estados Unidos donó 19 locomotoras EMD F40PH (3,000 hp) y 93 coches Nippon Sharyo a la Municipalidad de Lima para el proyecto del Tren de cercanías Lima - Chosica.